# Mjönäs
Mjönäs – miejscowość (tätort) w Szwecji, w regionie administracyjnym (län) Värmland, w gminie Hagfors.
Według danych Szwedzkiego Urzędu Statystycznego liczba ludności wyniosła: 257 (31 grudnia 2015), 249 (31 grudnia 2018) i 242 (31 grudnia 2019).